# Thamithericles notabilis
Thamithericles notabilis är en insektsart som beskrevs av Marius Descamps 1977. Thamithericles notabilis ingår i släktet Thamithericles och familjen Thericleidae. Inga underarter finns listade i Catalogue of Life.